# Primăvara (roman)
Primăvara: Tablouri din viața școlărească (în estonă Kevade: pildikesi koolipõlvest) este (o nuvelă sau) un roman scurt de Oskar Luts, a cărui primă ediție a fost publicată în două părți în 1912 și 1913. Cartea, bazată pe amintirile școlare ale lui Luts, este una dintre cele mai cunoscute opere ale literaturii estone, care a fost publicată de numeroase ori și tradusă în 13 limbi. În prezent, în Estonia se află pe lista de lecturi obligatorii școlare.
Oskar Luts este cel mai cunoscut prozator al literaturii estone timpurii și este încă citit pe scară largă și în ziua de azi, mai ales acest roman.

## Context
Oskar Luts a creat cele mai fericite opere literare ale sale în anii dinaintea Primului Război Mondial. A scris mai multe lucrări pline de umor, precum și primul său roman denumit Primăvara (Kevade; partea I a apărut în 1912, iar partea a II-a în 1913). Acest roman extrem de popular a prezentat viața școlară de zi cu zi a tinerilor din Estonia din aceea perioadă. Primăvara s-a dovedit a fi cea mai reușită și cunoscută lucrare a lui Oskar Luts.
Viața personajelor din Primăvara a continuat în romanul Suvi (Vara) (partea I a apărut în 1918, iar partea a II-a în 1919), care a devenit și el destul de popular. Cu toate acestea, continuările ulterioare (Tootsi pulm; Nunta lui Toots, Argipäev; inițial Äripäev, Zile lucrătoare și romanul Sügis; Toamna) (partea I a apărut în 1938) au fost scrise pentru a satisface cererea publicului, dar nu au mai avut popularitatea primelor sale lucrări. După Primul Război Mondial, lucrările sale au conținut mai puțin umor și au fost mult mai sumbre. A doua parte a romanului Sügis a rămas sub formă de manuscris timp de decenii, întreaga lucrare fiind publicată abia în 1988.
Publicarea romanului Primăvara, finalizat în 1911, nu a fost ușoară: patru edituri, printre care Editura Noor-Eesti și Postimees, au respins lucrarea. În 1912, Luts a tipărit prima parte a lucrării pe cheltuiala sa la editura Postimees într-un tiraj de 2.100 de exemplare. Cu toate că primele recenzii ale lui Anton Jürgenstein și A. H. Tammsaare au fost modeste, cartea a devenit din ce în ce mai populară în rândul cititorilor. Faptul că fratele mai mic al lui Oscar, ulterior regizorul Theodor Luts, a lucrat ca vânzător de cărți Postimees în acea vreme, a contribuit la acest lucru - el a recomandat cartea multor cititori. Astfel, în sâmbăta de Crăciun din 1912, 200 de exemplare din prima parte a romanului au fost cumpărate din magazinul Postimees. În același an, comitetul pentru premii al Societății Literare Estone i-a acordat lui Lutsu 50 de ruble ca premiu de stimulare pentru Primăvara. A doua parte a fost publicată de Noor-Eesti Kirjastus în 1913, precum și majoritatea lucrărilor ulterioare ale lui Luts.
Subiectul cărții este atemporal prin personajele sale colorate, umorul popular și activitățile pline de viață, în umbra cărora autorul descrie cu blândețe sentimentele profunde ale sufletului uman. Prin urmare, Primăvara permite interpretări și abordări mereu noi, în special în raport cu alte forme de artă.
Romanul a fost republicat în estonă de mai multe ori: în 1919, 1920, 1935, 1937, 1943, 1947, 1948, 1949, 1954, 1959, 1965, 1968, 1970, 1980, 1982, 1986, 1986, 1999, 2006 și 2008.

## Adaptări
Lucrarea a fost adaptată și jucată în mod repetat pe scena teatrului. În 1937, a fost pusă în scenă pentru prima dată de Andres Särev, iar în perioada postbelică de Voldemar Panso și alții.
În 1969 a fost realizat un film omonim după această lucrare, în regia lui Arvo Kruusement, care a primit Premiul Eston Sovietic în 1972.
Filmul s-a clasat pe primul loc în sondajul celor mai bune 10 filme de lungmetraj estone, sondaj organizat în 2002 de criticii și de jurnaliștii de film din Estonia. La 30 aprilie 2012, filmul a fost votat cel mai bun film al secolului (1912–2012) într-un referendum organizat de Postimees.
În 1970, s-au vândut 558.000 de bilete de cinematograf în Estonia, un număr care reprezenta atunci aproape jumătate din populația totală a țării, de 1,36 milioane și 8.100.000 de bilete în 1971 în Uniunea Sovietică. Filmările au avut loc în așezarea rurală Palamuse, care a inspirat centrul parohial Paunvere - unde are loc romanul lui Oskar Luts.

## Traduceri
În limba română, romanul a fost tradus ca Primăvara de Alexandra Bărcăcilă și Igor Talmațchi și a apărut la Editura Univers în 1977.